# João Lisboa
João Lisboa est une municipalité brésilienne située dans l'État du Maranhão.